# Abdel Rahim Mohammed Hussein

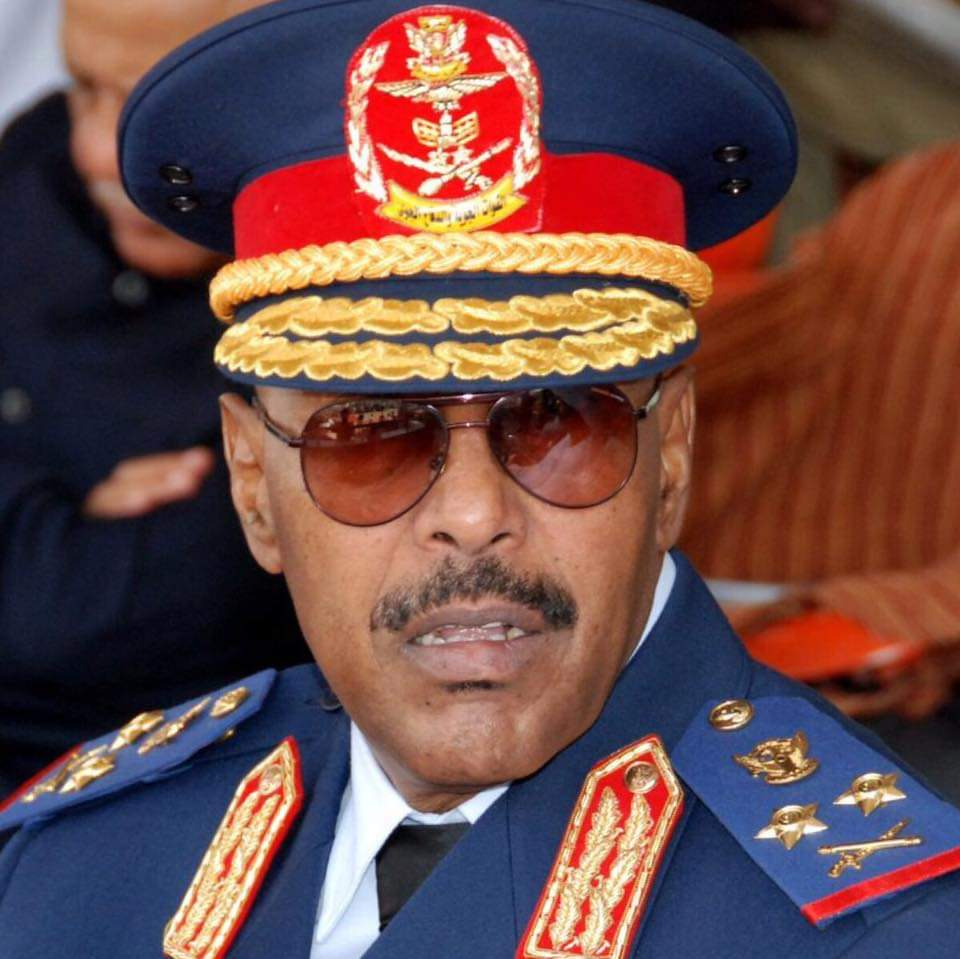
Abdel Rahim Mohammed Hussein

Abdel Rahim Mohammed Hussein (arabisch عبد الرحيم محمد حسين, DMG ʿAbd ar-Raḥīm Muḥammad Ḥusain, * 1949 in Dunqula) war Innen- und Verteidigungsminister der Republik Sudan.

## Biographie
Von 1993 bis 2005 war er Innenminister und danach Verteidigungsminister. Während seiner Amtszeit als Innenminister eröffnete er die Nationale Ribat-Universität (NRU). In späteren Jahren wurde er wegen der Unterstützung der Dschandschawid und wegen Kriegsverbrechen angeklagt. Diese Vorwürfe wurden durch ihn und die Regierung bestritten.
Am 2. Dezember 2011 beantragte der Ankläger Luis Moreno Ocampo am Internationalen Strafgerichtshof, der Vorverfahrenskammer des Gerichts, einen Haftbefehl gegen Abdel Rahim Mohammed Hussein für Kriegsverbrechen und Verbrechen gegen die Menschlichkeit zu erlassen.
Am 1. März 2012 erließ der Internationale Strafgerichtshof einen Haftbefehl gegen ihn.
Im Zuge des Umsturzes 2019 wurde Hussein wegen Korruption und des Todes von Demonstranten verhaftet.